# Kapliczka Jezusa Frasobliwego w Wolbromiu
Kapliczka Jezusa Frasobliwego w Wolbromiu – kapliczka znajdująca się w Wolbromiu przy ul. Miechowskiej. Jest umieszczona na drewnianym słupie o wysokości około 4 m.
Wykonana w 1879 r. przez p. Grabowskiego, zaś rzeźbę wykonał p. Czapnik. Rzeźba z czasem została skradziona. Około 1915 r. wykonano całkiem nową kapliczkę przypominającą tą wcześniejszą. Mieszkańcy twierdzą, że ustawiono ją w miejscu, gdzie odpoczywał Józef Piłsudski.